# UFC on ESPN: Kattar vs. Chikadze
UFC Fight Night: Kattar vs. Chikadze (también conocido como UFC Fight Night 200 y UFC on ESPN+ 58) fue un evento de artes marciales mixtas producido por Ultimate Fighting Championship que tuvo lugar el 15 de enero de 2022 en las instalaciones del UFC Apex en Enterprise, Nevada, parte del área metropolitana de Las Vegas, Estados Unidos.

## Antecedentes
El combate de peso pluma entre Calvin Kattar y Giga Chikadze encabezó el evento.
Se programó un combate de peso mosca femenino entre Kay Hansen y Jasmine Jasudavicius. Sin embargo, el emparejamiento se trasladó a UFC 270 debido a razones no reveladas.
Se esperaba que Ashley Yoder se enfrentara a Vanessa Demopoulos en un combate de peso paja femenino en el evento. Yoder se retiró finalmente por razones no reveladas y fue sustituida por Silvana Gómez Juárez. El combate se retrasó hasta UFC 270 unos días antes del evento.
Se programó un combate de peso medio entre Joaquin Buckley y Abdul Razak Alhassan para el evento. Sin embargo, el emparejamiento se canceló después de que Alhassan se retirara por razones no reveladas. El dúo fue reprogramado para UFC Fight Night: Walker vs. Hill un mes después.
Un combate de peso mosca entre Kleydson Rodrigues y Zarrukh Adashev estaba programado para el evento. Sin embargo, a principios de enero de 2022, se informó de que el combate se había cancelado porque Rodrigues había dado positivo en la prueba de la gripe (H3N2) y Adashev había sufrido una lesión.
Estaba previsto un combate de peso wélter entre Muslim Salikhov y Michel Pereira para el evento. Sin embargo, Salikhov se retiró del combate por razones no reveladas y el combate fue cancelado. Pereira fue reprogramado contra Andre Fialho para UFC 270.
Un combate de peso pluma entre T.J. Brown y Gabriel Benítez estaba programado para el evento. Tres días antes del evento, Benítez se vio obligado a retirarse y Charles Rosa lo sustituyó, por lo que el combate pasó a ser uno de peso ligero.
Saidyokub Kakhramonov tenía previsto enfrentarse a Brian Kelleher en un combate de peso gallo. Sin embargo, Kakhramonov se retiró del combate por razones no reveladas y fue sustituido por Kevin Croom.

## Premios de bonificación
Los siguientes luchadores recibieron bonificaciones de $50000 dólares..
- Pelea de la Noche: Calvin Kattar vs. Giga Chikadze
- Actuación de la Noche: Jake Collier y Viacheslav Borshchev